# Чемпіонат USL
Чемпіонат USL (англ. USL Championship), в минулому носила назву USL Pro та United Soccer League — професіональна футбольна ліга, яка визнана Федерацією футболу США як дивізіон другого рівня змагань з футболу (нижче Major League Soccer).
Лігою керує організація «United Soccer League». USL була заснована у 2010 році під назвою USL Pro. З 2013 року USL співпрацює з MLS в рамках угоди про інтеграцію резервних команд MLS у змагання USL.

## Історія
«United Soccer Leagues» організовувала футбольні змагання нижчих дивізіонів у США ще з 1990-х років. Зокрема, з 2005 по 2009 роки під її наглядом проводилися змагання, що мали назву USL-1 і USL-2, які мали статус відповідно другого та третього дивізіонів у футболі США. Проте восени 2009 року через розбіжності щодо моделі управління з новим власником «United Soccer Leagues» її залишили 9 команд, які оголосили про намір проводити у сезоні 2010 року окремий чемпіонат у новій лізі — NASL. У січні 2010 року США Федерація футболу вирішила не давати права жодній лізі проводити самостійний чемпіонат у ролі 2-го дивізіону США у 2010 році, натомість примусила обидві ліги зіграти спільний чемпіонат, в якому взяли участь 12 команд.
У ході сезону 2010 «United Soccer Leagues» почала планувати створення нової ліги, яка б об'єднала команди, що залишилися в USL в один дивізіон. Офіційно про заснування USL Pro було оголошено 8 вересня 2010 року. У листопаді 2010 року оголошено, що в першому сезоні USL Pro зіграють 16 команд. Планувалося, що команди будуть розподілені на три дивізіони, серед яких мав бути і Міжнародний дивізіон з 3 клубами з Пуерто-Рико і 1 з Антигуа і Барбуда.
Зрештою сезон 2011 року почали 15 команд, але вже в травні ліга ухвалила рішення про припинення участі трьох клубів з Пуерто-Рико. Сезон продовжили 12 клубів у двох дивізіонах. Першим переможцем регулярного чемпіонату, а потім і першим чемпіоном USL Pro став Орландо Сіті. По закінченні сезону 2011 року припинив участь у лізі «Нью-Йорк», отже в сезоні 2012 року грали 11 клубів без поділу на дивізіони.
У сезоні 2013 року USL Pro додала до складу учасників дві команди.
23 січня 2013 року було оголошено, що USL Pro і MLS уклали угоду про реформування Ліги резерву МЛС та її поступову інтеграцію в USL Pro. За угодою передбачалося, що протягом 2013 року кожна команда з USL Pro проведе по два матчі з певною командою з Ліги резерву МЛС. Результати матчів будуть враховані в турнірних таблицях обох ліг. Крім того, угода передбачала можливість створення зв'язків між клубами ліг для сприяння розвитку молодих гравців. Якщо команда МЛС вступала в такі відносини з командою USL Pro, то відправляла в цю «дочірню» команду не менше чотирьох гравців зі свого резервного складу.
По завершенні сезону 2013 року припинили виступи в лізі «ВСІ Тампа-Бей» і «Антигуа Барракуда». Водночас, відповідно до попередніх оголошень в сезоні 2014 року мали з'явитися команди з Сакраменто і Оклахома-Сіті. Першим клубом MLS, котрий заявив свою резервну команду у чемпіонат USL Pro, став Ел-Ей Гелексі. Отже в сезоні 2014 року ліга складалася з 14 клубів.
Протягом наступних двох сезонів USL (з лютого 2015 року з назви вилучене «Pro») змогла подвоїти кількість команд-учасників за рахунок розширення та резервних команд з MLS. Починаючи з сезону 2015 року в лізі відновлено поділ на Західну і Східну конференцію. Протягом регулярного сезону команди проводили по 32 матчі. Клуби з різних конференцій не грали між собою протягом регулярного сезону. Вісім найкращих команд виходили у плей-оф конференції. Переможці плей-оф Західної і Східної конференцій зустрічались у фіналі USL Cup, щоб визначити чемпіона USL.
6 січня 2017 року Рада директорів Федерації футболу США проголосувала за надання USL тимчасового статусу другого за рівнем дивізіону в сезоні 2017 нарівні з Північноамериканською футбольною лігою, а 16 січня 2018 року офіційно санкціонувала United Soccer League як єдину лігу другого дивізіону з сезону 2018, після того як NASL припинила існування.
25 вересня 2018 року організація United Soccer League, що раніше називалася United Soccer Leagues, оголосила про ребрендинг своїх трьох ліг, у тому числі United Soccer League була перейменована в  Чемпіонат USL (англ. USL Championship).

## Команди

### Діючі команди
Список команд на сезон 2024 року

## Чемпіони
| Команда               | Перемоги у USL Cup | Роки       | Чемпіон регулярного сезону | Роки             | Кількість сезонів в USL |
| --------------------- | ------------------ | ---------- | -------------------------- | ---------------- | ----------------------- |
| Орландо Сіті          | 2                  | 2011, 2013 | 3                          | 2011, 2012, 2014 | 4                       |
| Луїсвілл Сіті         | 2                  | 2017, 2018 |                            |                  | 5                       |
| Рочестер Ріноз        | 1                  | 2015       | 1                          | 2015             | 7                       |
| Нью-Йорк Ред Буллз II | 1                  | 2016       | 1                          | 2016             | 5                       |
| Чарлстон Беттері      | 1                  | 2012       |                            | __               | 9                       |
| Сакраменто Ріпаблік   | 1                  | 2014       |                            | __               | 6                       |
| Річмонд Кікерз        |                    | __         | 1                          | 2013             | 6                       |
| Цинциннаті            |                    |            | 1                          | 2018             | 3                       |
| Фінікс Райзінг        |                    |            | 1                          | 2019             | 6                       |

### Фінали чемпіонату USL
| Сезон | Чемпіон                           | Рахунок                           | Фіналіст                          | Стадіон                           | Глядачів                          | MVP                                          |                                   |
| ----- | --------------------------------- | --------------------------------- | --------------------------------- | --------------------------------- | --------------------------------- | -------------------------------------------- | --------------------------------- |
| 2011  | Орландо Сіті                      | 2–2 пен.                          | Гаррісбург Сіті Айлендерз         | Цитрус Боул                       | 11 220                            | Шон Келлі (Орландо Сіті)                     |                                   |
| 2012  | Чарлстон Беттері                  | 1–0                               | Вілмінгтон Гаммергедз             | Блекбод Стедіум                   | 4 963                             | Хосе Куевас (Чарлстон Беттері)               |                                   |
| 2013  | Орландо Сіті                      | 7–4                               | Шарлотт Іглз                      | Цитрус Боул                       | 20,886                            | Дом Дваєр (Орландо Сіті)                     |                                   |
| 2014  | Сакраменто Ріпаблік               | 2–0                               | Гаррісбург Сіті Айлендерз         | Бонні Філд                        | 8,000                             | Родріго Лопес Альварес (Сакраменто Ріпаблік) |                                   |
| 2015  | Рочестер Ріноз                    | 2–1 дч                            | Ел-Ей Гелексі II                  | Саленс Стедіум                    | 5,247                             | Асані Семюелс (Рочестер Ріноз)               |                                   |
| 2016  | Нью-Йорк Ред Буллз II             | 5–1                               | Своуп Парк Рейнджерз              | Ред Булл Арена (Гаррісон)         | 5,547                             | Брендон Аллен (Ред Буллз II)                 |                                   |
| 2017  | Луїсвілл Сіті                     | 1–0                               | Своуп Парк Рейнджерз              | Луїсвілл Слаггер Філд             | 14,456                            | Паоло ДельПікколо (Луїсвілл Сіті)            |                                   |
| 2018  | Луїсвілл Сіті                     | 1–0                               | Фінікс Райзінг                    | Лінн Стедіум                      | 7,025                             | Люк Спенсер (Луїсвілл Сіті)                  |                                   |
| 2019  | Реал Монаркс                      | 3–1                               | Луїсвілл Сіті                     | Лінн Стедіум                      | 7,025                             | Конрад Плева (Реал Монаркс)                  |                                   |
| 2020  | Скасовано через пандемію COVID-19 | Скасовано через пандемію COVID-19 | Скасовано через пандемію COVID-19 | Скасовано через пандемію COVID-19 | Скасовано через пандемію COVID-19 | Скасовано через пандемію COVID-19            | Скасовано через пандемію COVID-19 |